# John Ehrlichman
John Daniel Ehrlichman (Tacoma, 20 de março de 1925 - Atlanta, 14 de fevereiro de 1999) foi advogado e Assessor para Assuntos Domésticos do presidente Richard Nixon. Foi uma das figuras-chaves na sucessão de eventos que resultou no escândalo de Watergate, que culminou com a renúncia do presidente, e em sua posterior condenação por conspiração, obstrução da justiça e perjúrio. Cumpriu um ano e meio de prisão.

## Biografia
Era filho de Lillian Catherine (nome de solteira Danielson) e Rudolph Irwin Ehrlichman. Sua família praticava a Ciência Cristã, embora seu pai fosse de origem judaica. Foi escoteiro e recebeu um prêmio de distinção.
Na II Guerra Mundial foi condecorado com a Distinguished Flying Cross como navegador de uma fortaleza voadora B-17 pela Oitava Força Aérea. Após a guerra, ingressou na UCLA, graduando-se em 1948. Em seguida cursou Direito pela Universidade Stanford, formando-se em 1951 e fundando um escritório em Seatle, onde atuou até 1968, quando passou a dedicar-se integralmente à política.
Ehrlichman trabalhou na fracassada campanha presidencial de Nixon em 1960, na também inexitosa campanha pelo governo da Califórnia de 1962. Foi, mais tarde, um dos prepostos de Nixon na campanha de 1968.
Com a vitória de Nixon, tornou-se membro do Conselho da Casa Branca (mais tarde substituído por John Dean). Ficou no cargo por cerca de um ano, antes de ser nomeado Chefe dos Assuntos Domésticos do Presidente, quando então tornou-se um membro do círculo de assessores maís próximos de Nixon. Ele e um amigo, H. R. Haldeman, que conhecera na UCLA, eram então chamados de "Muro de Berlim" pelos funcionários da Casa Branca em razão de seus sobrenomes alemães e tendência de isolar Nixon de outros conselheiros e das pessoas que lhe pedissem audiência. Ehrlichman criou o chamado White House Plumbers - o núcleo do escândalo de Watergate, e nomeou seu assistente Egil Krogh para supervisionar as operações clandestinas, com objetivo de evitar o vazamento de informações que ocorreram após o chamado "The Pentagon Papers", de 1971.
Henry Paulson foi assistente de Ehrlichman entre 1972 e 1973.

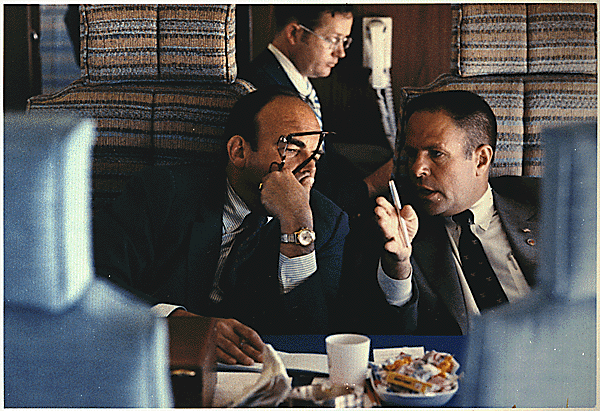
"O Muro de Berlim": Ehrlichman e Haldeman em 27 de abril de 1973, três dias antes de renunciarem.

Quando tiveram início as investigações do caso Watergate em 1972, Ehrlichman fez lobby para um atraso intencional na nomeação de L. Patrick Gray como Diretor do FBI, e que as audiências na confirmação de seu nome estavam desviando as atenções do caso. Seu esforço em identificar e destruir os adversários de Nixon a qualquer custo ofuscaram os esforços internos da Casa Branca, já desgastada pela política externa.
O conselheiro John Dean culpou o "Muro de Berlim" de Erlichman e Haldeman como uma das razões para a crescente impressão de alheamento da Casa Branca. Este isolamento levou a se acreditar que ele se tornaria o bode expiatório e depois, possivelmente, colaborar com os promotores. Em 30 de abril de 1973, contudo, Nixon demitiu ambos e também Dean.
Ehrlichman foi condenado por conspiração, obstrução da justiça, perjúrio e outros crimes, em 1 de janeiro de 1975 (junto a John N. Mitchell e Haldeman). O trio recebeu inicialmente uma pena de dois e meio a oito anos de prisão. Em 1977 as sentenças foram comutadas para um a quatro anos. Ao contrário dos co-réus, Ehrlichman cumpriu sua pena antes que todos os recursos tivessem se esgotado. Foi libertado da prisão federal após cumprir 18 meses; por ter praticado crimes, perdeu sua licença de advogado.
Faleceu em sua casa, de complicações da diabetes.

## Publicações

### Obras de ficção
- The Company (1976)
- The Whole Truth (1979)
- The China Card  (1986)

### Não ficção
- Witness to Power: The Nixon Years (1982)